# (21716) Panchamia
(21716) Panchamia (1999 RX113) – planetoida z pasa głównego asteroid okrążająca Słońce w ciągu 3,7 lat w średniej odległości 2,39 j.a. Odkryta 9 września 1999 roku.